# Arminidae
Arminidae é uma família de lesmas marinhas, moluscos gastrópodes marinhos da superfamília Arminoidea.

## Taxonomia
A família Arminidae é classificada dentro do clado Cladobranchia, ela própria pertencente ao clado Nudibranchia (segundo a Taxonomia dos Gastrópodes (Bouchet & Rocroi, 2005)).
Esta família foi renomeada várias vezes. Foi originalmente nomeado por d'Orbigny em 1841 como Diphyllidiidae, por H. Adams e A. Adams como Pleurophyllidiidae em 1854, por Bergh como Pleuroleuridae em 1874, por Verrill e Emerton como Heterodorididae em 1882, por P. Fischer como Dermatobranchidae em 1883 e como Atthilidae por Bergh em 1899.

## Gêneros
O gênero-tipo é Armina Rafinesque, 1814
Os gêneros na família Arminidae incluem:
- Armina Rafinesque, 1814
- Dermatobranchus van Hasselt, 1824
- Histiomena Mörch, 1860
- Heterodoris  Verrill & Emerton, 1882 . Este é um gênero, conhecido apenas por alguns espécimes
  - Heterodoris antipodes Willan, 1981
  - Heterodoris ingolfiana
  - Heterodoris robusta Verrill & Emerton, 1882
- Pleurophyllidiella Eliot, 1903
- Pleurophyllidiopsis Tchang-Si, 1934
- Sancara

Espécies trazidas em sinonímia
- Camarga : sinônimo de Histiomena Mörch, 1860
- Diphyllidia : sinônimo de Armina Rafinesque, 1814
- Linguella Férussac, 1822: sinônimo de Armina Rafinesque, 1814
- Pleuroleura : sinônimo de Dermatobranchus van Hasselt, 1824
- Pleurophyllidia : sinônimo de Armina Rafinesque, 1814